# Vancouver International Film Festival

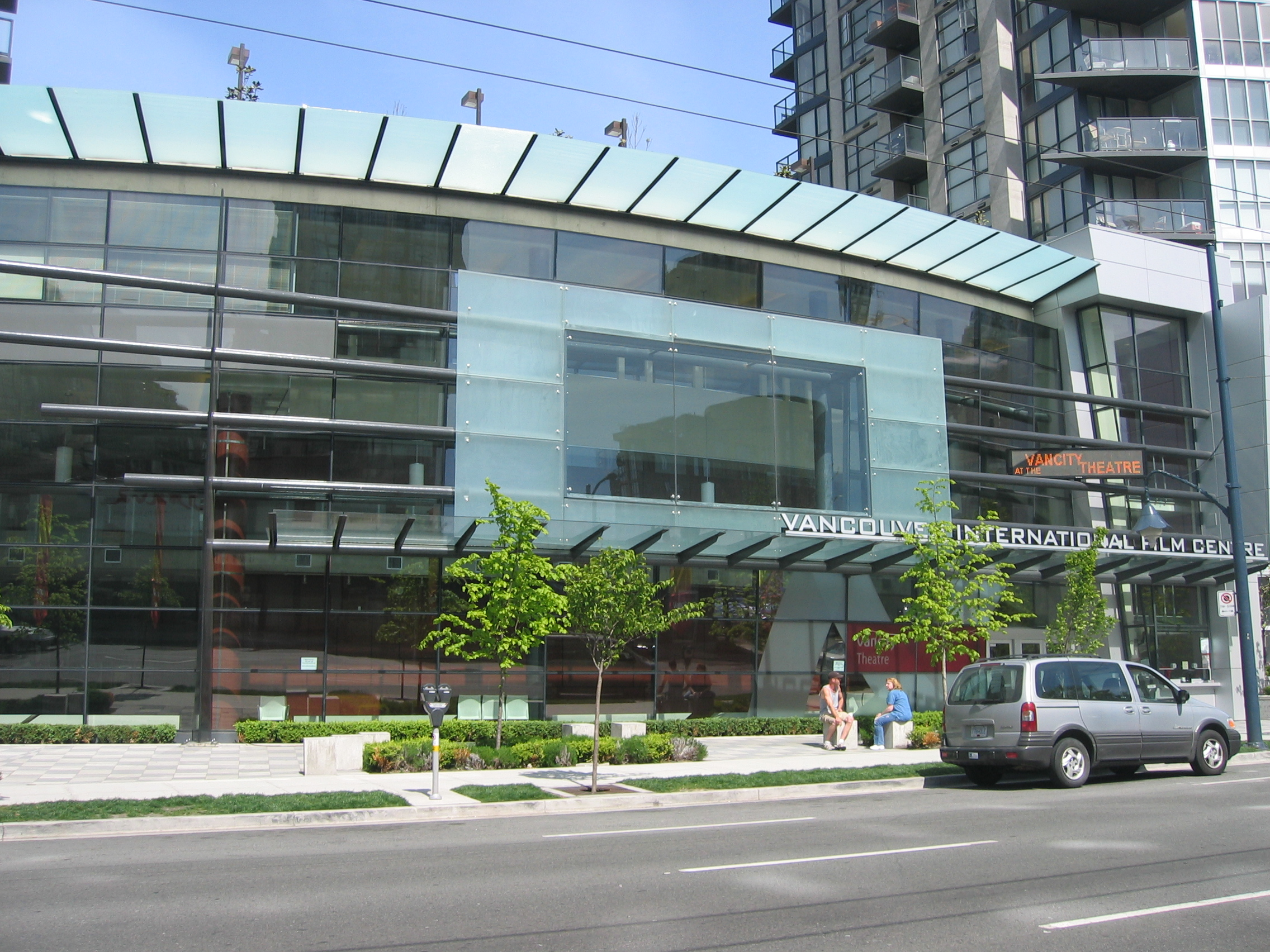
Inaugurato nel 2005, lInternational Film Centre Vancouver è la sede principale del festival.

Il Vancouver International Film Festival (VIFF) è un festival a cadenza annuale che si svolge a Vancouver (British Columbia, Canada) per due settimane tra fine settembre e inizio ottobre.
Il festival ebbe inizio nel 1982 ed è gestito dalla Greater Vancouver International Film Festival Society, un'organizzazione non-profit provinciale, e un'organizzazione caritatevole federale.
Sia in termini di presenze, sia per il numero di film proiettati (144.000 e 349 nel 2014), il VIFF è tra i cinque maggiori festival cinematografici nell'America del Nord. Ogni anno i film partecipanti provengono da circa 80 paesi diversi, ed includono sia le pellicole di maggior successo già passate per i più importanti festival del mondo, sia film minori e pressoché sconosciuti.
Al Festival si svolge inoltre una conferenza di quattro giorni a sostegno dell'industria cinematografica e televisiva canadese.